# Inverdruie

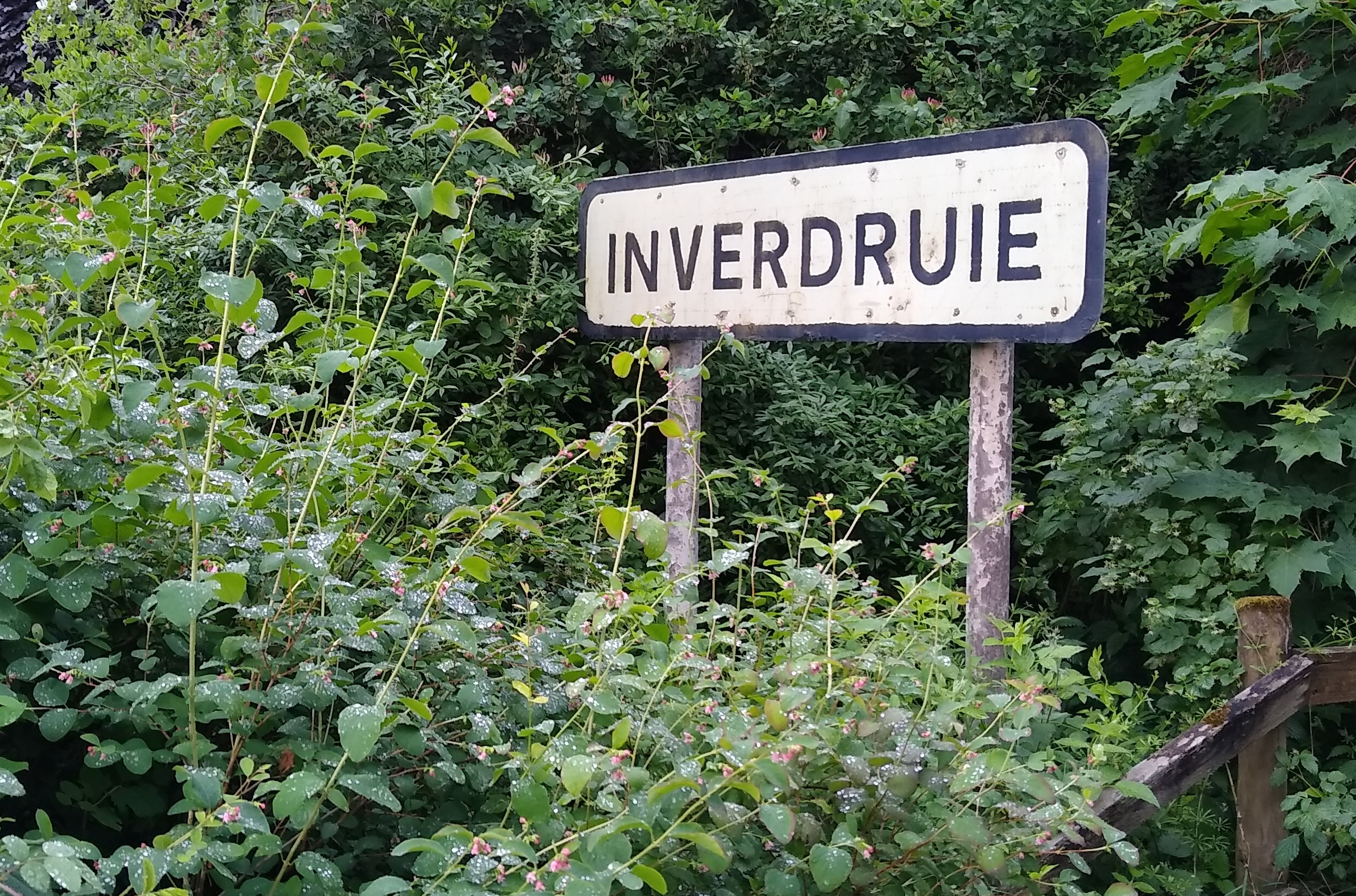
Ortsschild von Inverdruie

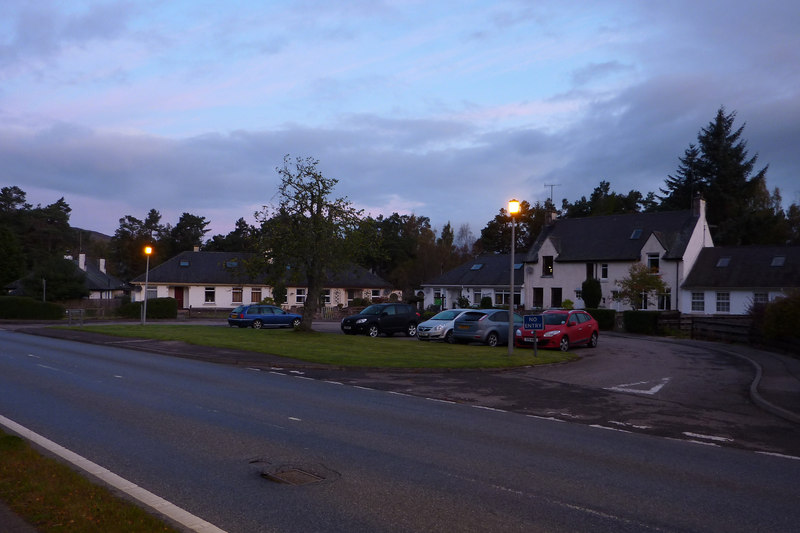
Häuser in Inverdruie

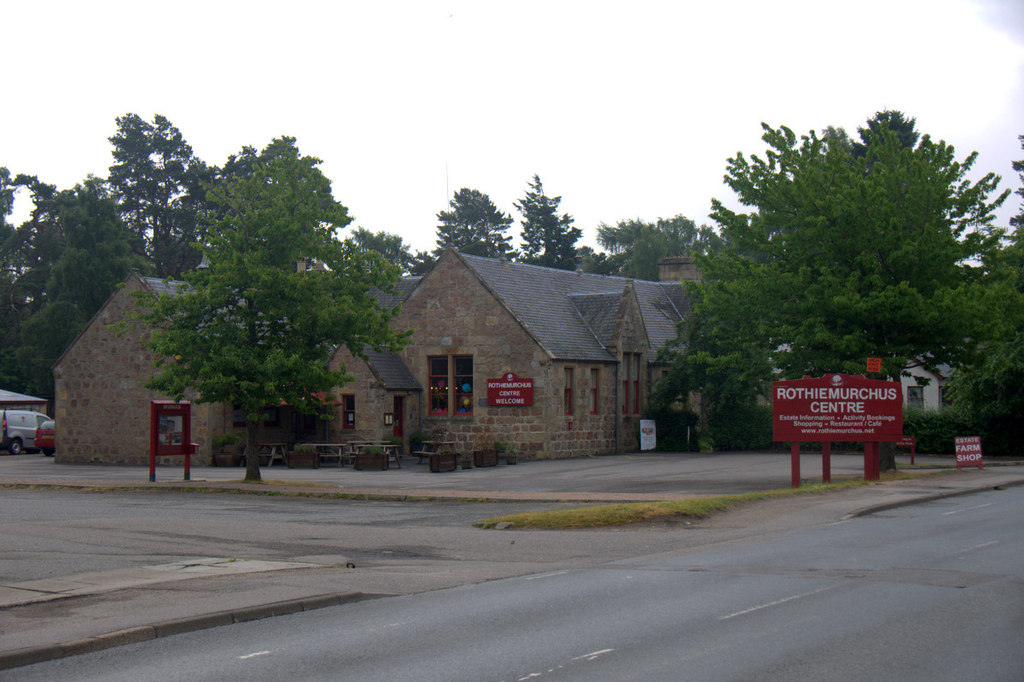
Informationszentrum Rothiemurchus

Inverdruie ist eine Ortschaft, die südöstlich von Inverness in der Region Highland im Norden von Schottland liegt. Im Rahmen der historischen Gliederung Schottlands in Civil Parishes zählt es zu Duthil and Rothiemurchus, das zu Inverness-shire gehörte.

## Geographie
Inverdruie liegt am südlichen, linken Ufer des River Druie, kurz vor dessen Mündung in den Spey, insofern wird es zum Tal Strathspey gezählt. Der Ort steht verwaltungsmäßig in Verbindung mit dem im Südosten gelegenen Gutsbezirk Rothiemurchus, der durch ein ausgedehntes Waldgebiet geprägt ist.

## Verkehr
Verkehrstechnisch zu erreichen ist Inverdruie über die von Kingussie nach Speybridge führende B 970. Nächstgrößere Ortschaft ist das im Nordwesten gelegene Aviemore.

## Historisch Bedeutsames
Unter Denkmalschutz stehen zwei Kirchengebäude. Dies sind die nördlichere St John the Baptist Church und die südlichere St Columba’s Church.